# Ouray
Ouray es una ciudad cabecera del condado homónimo en el suroeste del estado estadounidense de Colorado. En el Censo de 2010 tenía una población de 1000 habitantes y una densidad poblacional de 438,25 personas por km². La ciudad fue denominada inicialmente, después de su fundación, como Uncompahgre City (en español «Ciudad del Uncompahgre») en referencia al río que transcurre cerca de la ciudad. 
Emplazada en un pintoresco lugar de montaña en las Rocosas, en un anfiteatro rodeada de desfiladeros pronunciados y cursos de agua, ha sido apodada como la «Gema de las Rocosas» (Gem of the Rockies) y la «Suiza de América» (Switzerland of America). El pico del monte Abrams está considerado como un icono de la ciudad y su silueta figura en el sello de la ciudad. Esta montaña es lo primero que destaca cuando los conductores entran desde el noroeste por la ruta US 550 —conocida a partir de Ouray con el nombre de «Carretera del Millón de Dólares»— remontando el río Uncompahgre.
Sus orígenes en la historia remiten de manera indudable a su carácter de emplazamiento minero. Su fundación a finales del siglo XIX se produjo en el contexto de la «fiebre del oro» en el estado de Colorado. Al calor de la actividad de extracción en los ricos yacimientos mineros de los alrededores su población experimentó un aumento muy rápido hasta que la decadencia de la actividad minera condujo a un declive general de la localidad.
El turismo ha sustituido en importancia a la minería en la economía de la ciudad: situada a gran altitud (2375 m s. n. m.) —presenta un clima riguroso con inviernos con temperaturas medias diarias que no sobrepasan los 0 °C con regularidad— y rodeada de montañas y del Bosque Nacional Uncompahgre, Ouray es considerada un centro mundial de la escalada en hielo. La ciudad luce orgullosa su pasado y cuenta con un casco histórico con múltiples edificios construidos durante el auge minero que conforman un Distrito Histórico añadido en 1983 al Registro Nacional de Lugares Históricos. Sus habitantes son conocidos como «ouraynianos» (ouraynians).

## Geografía

### Ubicación
Ouray está ubicada dentro de las Montañas de San Juan en la parte suroccidental del estado de Colorado a una altitud media de 2375 m s. n. m. (7792 pies). Se encuentra a 64 km (40 millas) al sur de Montrose. Está sólo a 16 km (10 millas) al noroeste de Telluride, pero debido a la pronunciada orografía, el trayecto es de 80 km (50 millas). Ouray está comunicada con Silverton y Durango a través del tramo a lo largo del río Uncompahgre de la US 550 apodado como la Million Dollar Highway (en español «Autopista del Millón de Dólares»), que cruza en su trayecto el Red Mountain Pass, un paso de montaña con una altitud máxima de 3383 m (11 099 pies).
Según la Oficina del Censo de los Estados Unidos, Ouray tiene una superficie total de 2,28 km², de la cual 2,28 km² corresponden a tierra firme y (0 %) 0 km² es agua. Ouray es sede del condado homónimo, que también incluye al pueblo no incorporado de Ridgway y la concentración de población con nivel de lugar designado por el censo de Loghill Village.

### Geología

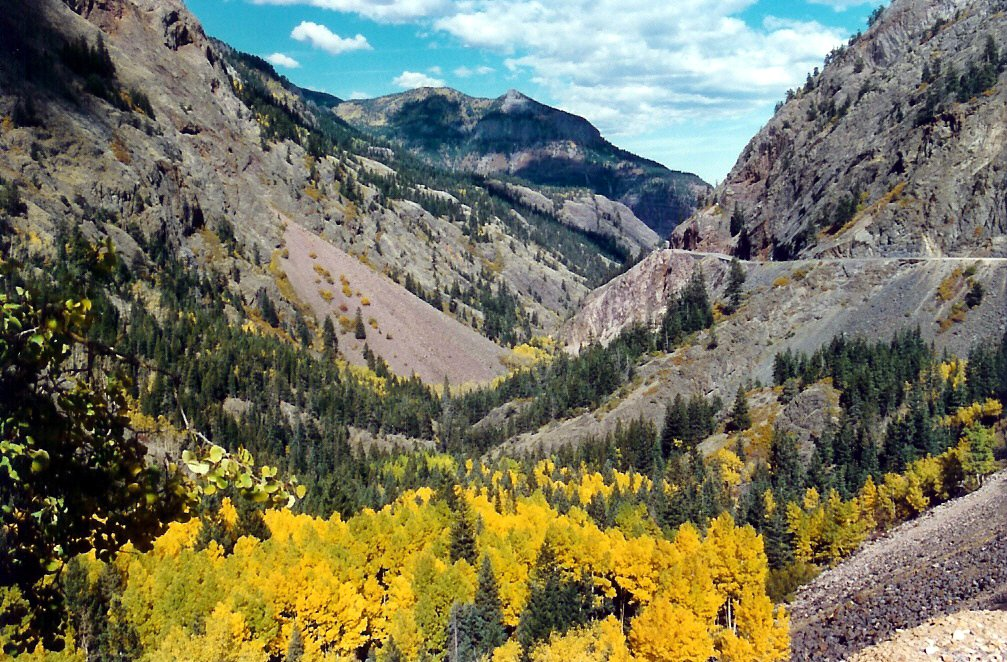
Vista del cañón del Uncompahgre.

Ouray y el condado homónimo se encuentran dentro de la región geológica conocida como levantamiento Uncompahgre (Uncompahgre Uplift), que se extiende con dirección NO-SE desde el extremo oriental del Utah hasta el norte de Nuevo México. El levantamiento Uncompahgre fue originariamente parte de las Montañas Rocosas ancestrales, creadas a raíz de la formación de Pangea, en el denominado periodo Pensilvánico (Carbonífero Superior). El relieve de las Montañas Rocosas se definió posteriormente a lo largo de un largo periodo, conocido como Orogenia Laramide (Cretácico inferior – Terciario medio). Al este de Ouray la zona conocida como campo volcánico de San Juan entró en actividad volcánica con múltiples erupciones alrededor del terciario medio.
La zona fue tradicionalmente rica en yacimientos de metales y minerales. A lo largo de los dos últimos siglos han sido explotadas entre otras vetas de oro, plata y carbón en las diferentes zonas mineras de los alrededores de Ouray y su condado. El Bosque Nacional Uncompahgre cuenta con un yacimiento de carbón denominado Tongue Mesa Coal Field de 200 pies de profundidad que data del Cretácico Superior —dentro de la zona geológica denominada formación Fruitland en la parte noroeste del condado de Ouray—. Los lechos de carbón del yacimiento fueron explotados a finales del siglo XIX y en la primera parte del siglo XX, pero en la actualidad no se considera competitiva la extracción en esta zona.

### Hidrografía
El principal río es el río Uncompahgre, tributario del Gunnison (a su vez afluente del río Colorado), que atraviesa Ouray en dirección S-N y es la principal fuente de abastecimiento de agua y de generación de energía eléctrica de la ciudad. Otros cursos menores en el entorno de Ouray que vierten sus aguas al Uncompahgre son los arroyos Canyon Creek, Oak Creek, Portland Creek y Cascade Creek. El término de Ouray dispone de varias fuentes de aguas termales que han sido acondicionadas para el aprovechamiento turístico. Existen también dos cascadas de agua, cuya propiedad pertenece a la ciudad, Cascade Falls y Box Canyon Falls, que también contribuyen al interés turístico de Ouray.

### Clima
El clima de Colorado viene determinado por tres factores principales: la continentalidad del estado –muy alejado de fuentes de humedad como el océano Pacífico o el golfo de México—, la gran altitud del estado —es el de mayor altitud media de los 48 estados contiguos— y la compleja orografía —que determina una gran variabilidad geográfica adicional dependiendo de la situación y orientación—. La continentalidad del clima provoca tanto una gran oscilación térmica diaria como una notable amplitud térmica anual entre las máximas y mínimas temperaturas registradas.

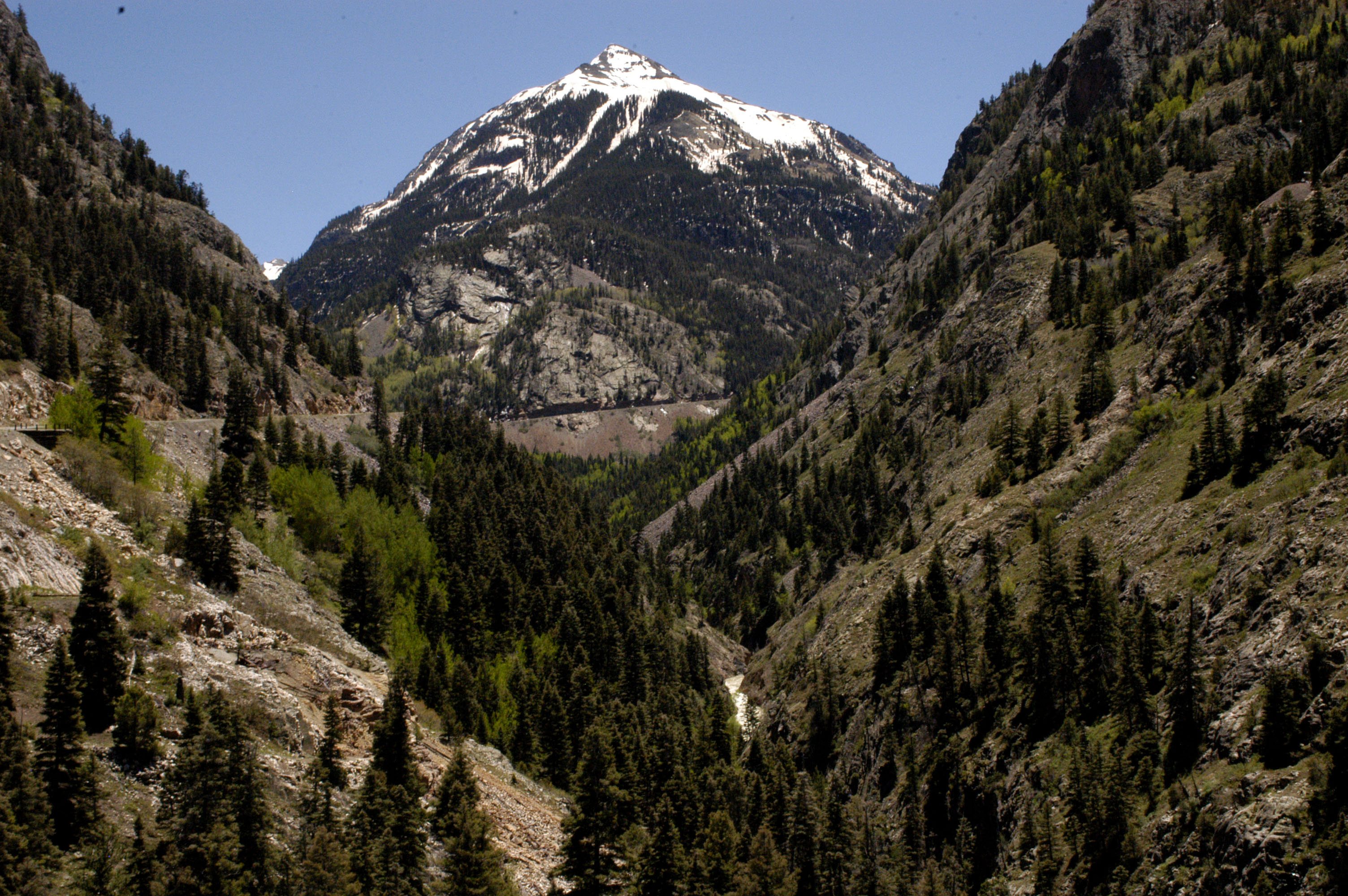
El pico del monte Abrams, de 3902 metros de altitud, es icónico para Ouray y está incorporado en el sello de la Cámara de Ouray. Es una visión que destaca según entran los conductores por la carretera US 550 desde el noroeste remontando el Uncompahgre.

Las tormentas asociadas a perturbaciones provenientes del norte ocurren principalmente en los meses de otoño e invierno. Con frecuencia las tormentas invernales que derivan en las grandes llanuras en ventisca y situaciones extremas al colisionar aire polar y aire húmedo del sur no suelen afectar de manera tan aguda al oeste del estado, donde se encuentra Ouray. Tampoco se da en la ciudad el viento Chinook tan presente en las llanuras, al encontrarse a barlovento de los westerlies. Se trata en general de un invierno menos variable que el de las llanuras, si bien más frío. La zona no es propicia para episodios de tornados.
Los episodios de entrada de aire húmedo y cálido del sur no son frecuentes en Colorado; en el suroeste de Colorado este fenómeno es más frecuente desde mediados de verano hasta comienzos del otoño, asociado con patrones de vientos conocidos como el Monzón del Suroeste. También son frecuentes en verano episodios de aire desértico, seco y tórrido, también proveniente del suroeste. Durante el verano, sobre todo a partir de julio, las elevaciones montañosas actúan como disparadoras de tormentas, favoreciendo la rápida convección de aire y consiguiente precipitación a poca humedad que presente el ambiente. De acuerdo al criterio modificado de la clasificación de Köppen se puede describir el clima de Ouray como de tipo Continental Dfb.

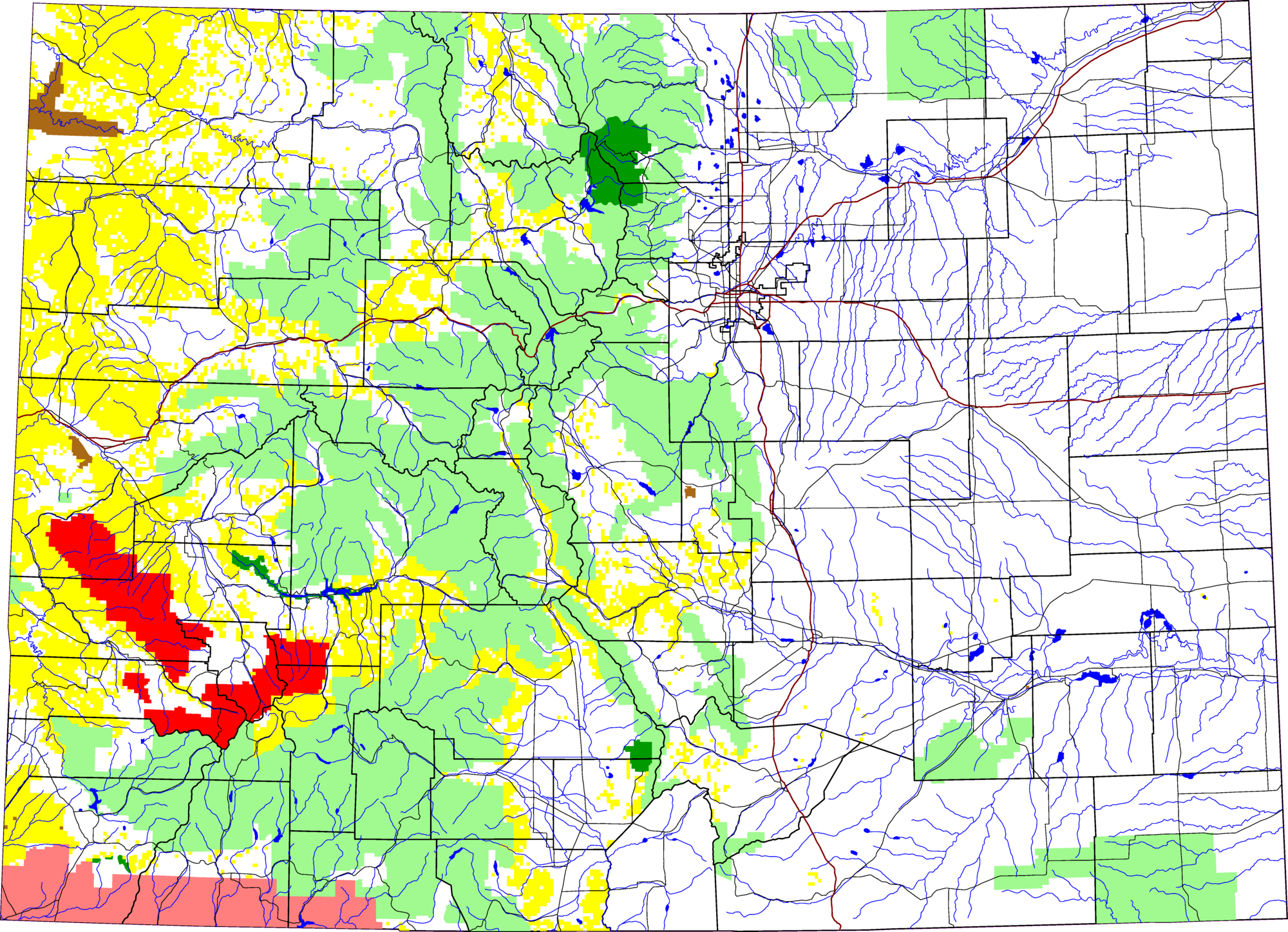
Localización del Bosque Nacional Uncompahgre (en rojo) dentro del estado de Colorado y del condado de Ouray.

| Parámetros climáticos promedio de Ouray en el periodo 1981-2010                                                 | Parámetros climáticos promedio de Ouray en el periodo 1981-2010 | Parámetros climáticos promedio de Ouray en el periodo 1981-2010 | Parámetros climáticos promedio de Ouray en el periodo 1981-2010 | Parámetros climáticos promedio de Ouray en el periodo 1981-2010 | Parámetros climáticos promedio de Ouray en el periodo 1981-2010 | Parámetros climáticos promedio de Ouray en el periodo 1981-2010 | Parámetros climáticos promedio de Ouray en el periodo 1981-2010 | Parámetros climáticos promedio de Ouray en el periodo 1981-2010 | Parámetros climáticos promedio de Ouray en el periodo 1981-2010 | Parámetros climáticos promedio de Ouray en el periodo 1981-2010 | Parámetros climáticos promedio de Ouray en el periodo 1981-2010 | Parámetros climáticos promedio de Ouray en el periodo 1981-2010 | Parámetros climáticos promedio de Ouray en el periodo 1981-2010 |
| Mes | Ene.                                                            | Feb.                                                            | Mar.                                                            | Abr.                                                            | May.                                                            | Jun.                                                            | Jul.                                                            | Ago.                                                            | Sep.                                                            | Oct.                                                            | Nov.                                                            | Dic.                                                            | Anual                                                           |
| --- | --------------------------------------------------------------- | --------------------------------------------------------------- | --------------------------------------------------------------- | --------------------------------------------------------------- | --------------------------------------------------------------- | --------------------------------------------------------------- | --------------------------------------------------------------- | --------------------------------------------------------------- | --------------------------------------------------------------- | --------------------------------------------------------------- | --------------------------------------------------------------- | --------------------------------------------------------------- | --------------------------------------------------------------- |
| Temp. máx. media (°C)                                                                                           | 1.6                                                             | 2.7                                                             | 6.4                                                             | 11.2                                                            | 16.8                                                            | 22.3                                                            | 25.1                                                            | 23.6                                                            | 19.9                                                            | 13.7                                                            | 6.2                                                             | 1.4                                                             | 12.6                                                            |
| Temp. media (°C)                                                                                                | -4.0                                                            | -2.6                                                            | 0.9                                                             | 5.2                                                             | 10.1                                                            | 14.9                                                            | 16.8                                                            | 16.8                                                            | 13.1                                                            | 7.3                                                             | 0.7                                                             | -3.9                                                            | 6.4                                                             |
| Temp. mín. media (°C)                                                                                           | -9.7                                                            | -7.9                                                            | -4.6                                                            | -0.9                                                            | 3.4                                                             | 7.4                                                             | 10.8                                                            | 10.1                                                            | 6.4                                                             | 0.9                                                             | -4.7                                                            | -9.3                                                            | 0.2                                                             |
| Precipitación total (mm)                                                                                        | 41.1                                                            | 47.2                                                            | 64.5                                                            | 59.4                                                            | 49.0                                                            | 31.5                                                            | 51.6                                                            | 62.2                                                            | 62.7                                                            | 57.9                                                            | 55.1                                                            | 43.9                                                            | 626.4                                                           |
| Fuente: Datos de Western Regional Climate Center para Ouray en el periodo 1981-2010(en) 18 de noviembre de 2012 |                                                                 |                                                                 |                                                                 |                                                                 |                                                                 |                                                                 |                                                                 |                                                                 |                                                                 |                                                                 |                                                                 |                                                                 |                                                                 |

### Naturaleza
Ouray se encuentra rodeada del Bosque Nacional Uncompahgre. Existen multitud de rutas para coche todoterreno y senderismo que parten de la ciudad, muchas de las cuales originariamente eran vías que comunicaban Ouray con los diferentes yacimientos mineros. El circo alpino de Yankee Boy, localizado a unas millas de la ciudad, ofrece una pintoresca visión llamada Twin Falls («Cataratas Gemelas»). Constituye además la principal vía de acercamiento al monte Sneffels, de 4265 m de altitud (13 993 pies).

## Historia

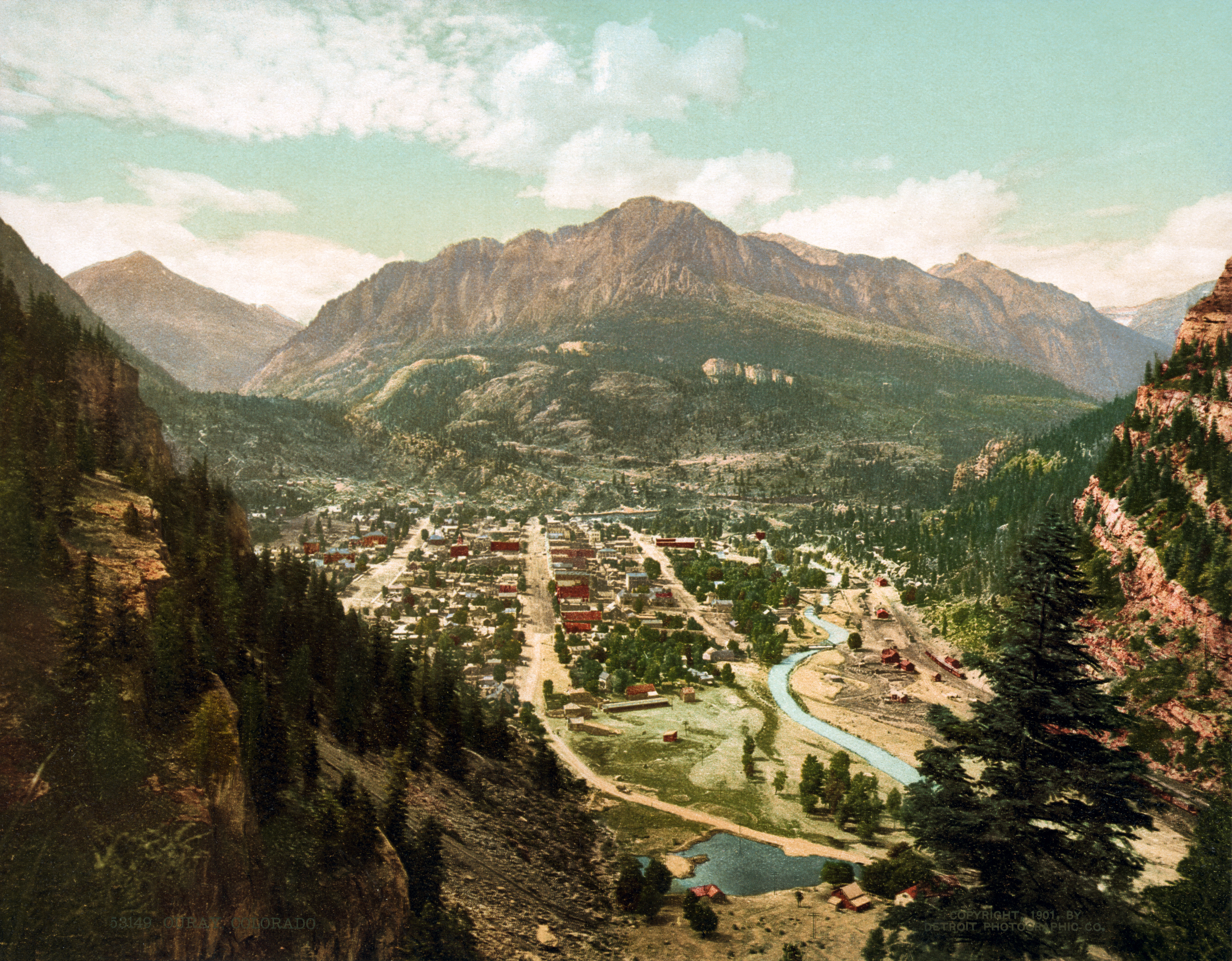
Fotografía coloreada de Ouray de 1901.

Antes del asentamiento de los colonos de origen europeo, los habitantes de la zona fueron los utes, que con la adquisición del uso del caballo en el siglo XVII, hacia 1700 (cuando los españoles exploraron por primera vez esta zona del centro de Estados Unidos) eran los únicos pobladores del suroeste del actual Colorado. Diversas exploraciones españolas (Juan María Antonio Rivera en 1761 y 1765 y Silvestre Vélez de Escalante en 1776) reconocieron la zona de las Montañas de San Juan para identificar rutas a través del centro de los actuales Estados Unidos. En el siglo XVIII los españoles bautizaron originariamente al río Uncompahgre con el nombre de «Río San Francisco».

### Fundación y auge de la minería

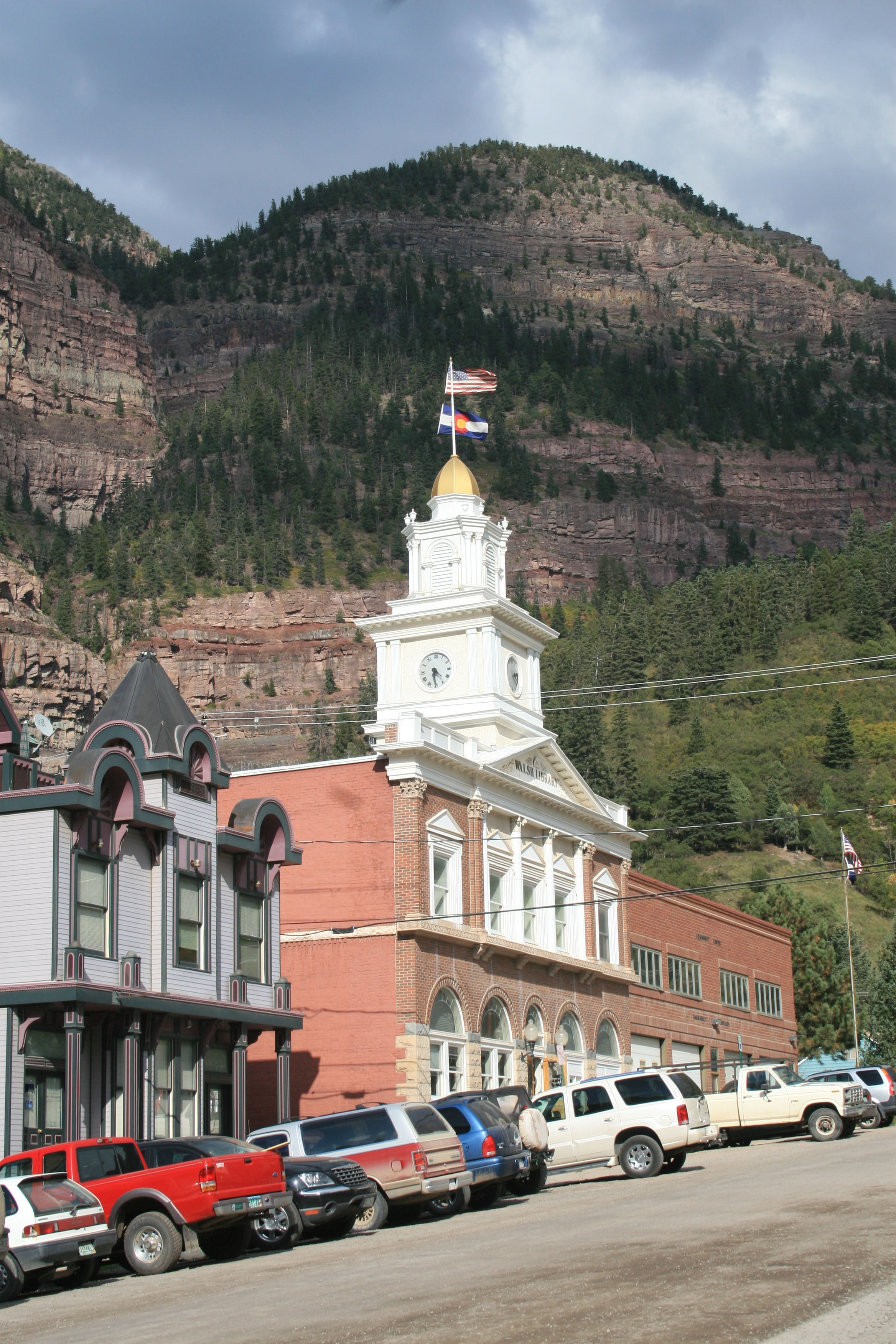
Ayuntamiento de Ouray.

En 1875 varios gambusinos detectaron el potencial minero de la zona en cuanto a oro y plata y fundaron el emplazamiento en la unión del arroyo Canyon Creek y el río Uncompahgre como población de suministros a los distritos mineros de Red Mountain y de Mount Sneffels. La ciudad fue incorporada el 2 de octubre de 1876, con una población por aquel entonces de 400 habitantes. Fue llamada finalmente Ouray por el jefe nativo americano Ouray (traducido como «La Flecha»), de la tribu de los utes del Uncompahgre. En el año 1877, la población de Ouray ya había crecido hasta los mil habitantes. Los tratados alcanzados del gobierno con los ute uncompahgre entre 1875 y 1881 consiguieron expulsar a estos últimos de las montañas de San Juan y fueron reubicados en la reserva india de Uintah, en el estado de Utah.
La ciudad fue designada como cabecera del nuevo condado homónimo. Unos años más tarde, en 1880, rebasó la cifra de 2600 habitantes. En 1881 una parte del condado de Ouray se desgajó para la creación del nuevo condado de Dolores.

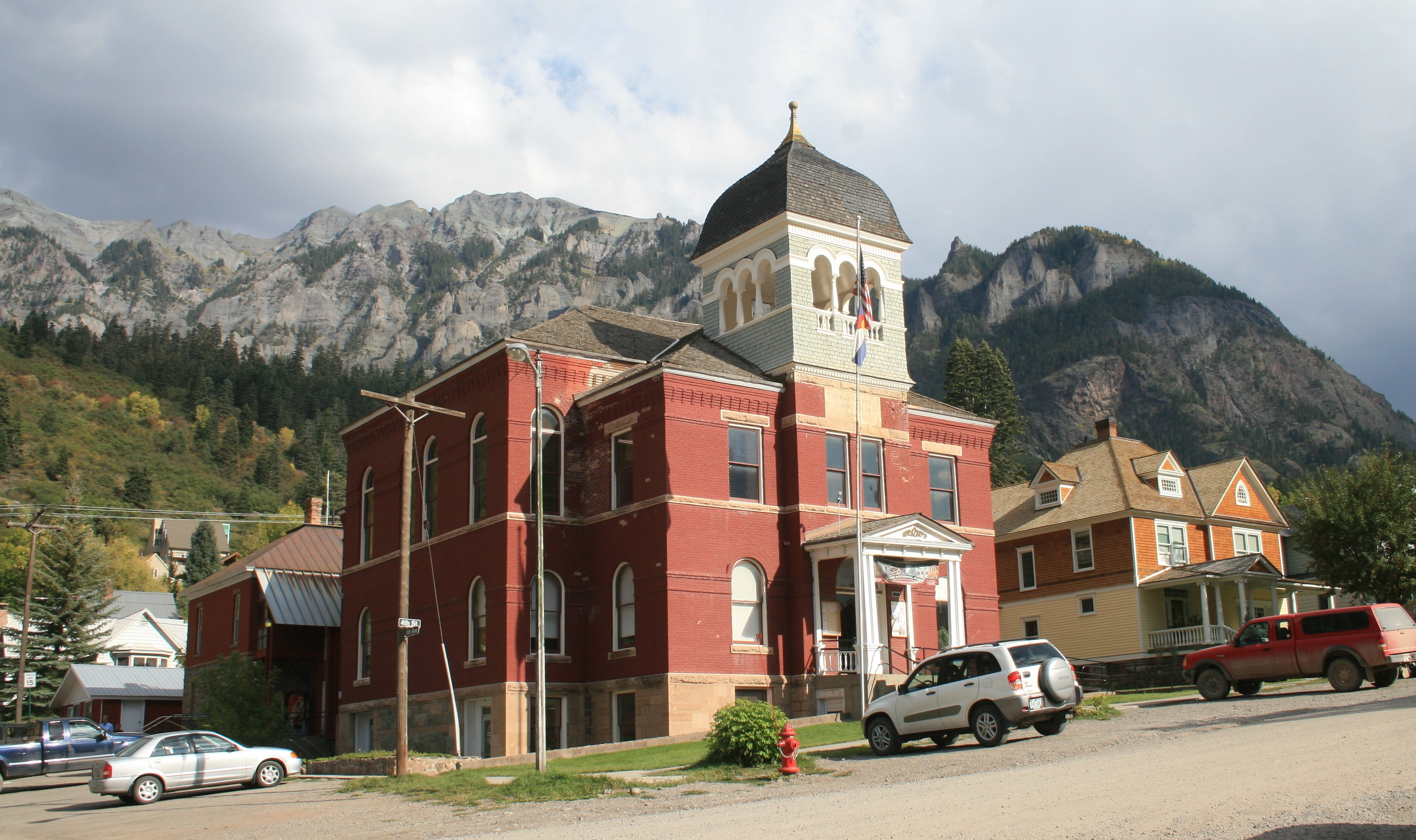
Sede del tribunal del condado de Ouray.

Ya por el año 1893 —cuando ocurrió la crisis en la minería conocida como Silver Panic (Pánico de la plata) y el crecimiento en el sector se frenó— el condado de Ouray disponía de 54 minas que daban trabajo a 1402 hombres, produciendo por valor de 4 158 000 dólares. En 1900 Ouray contaba con una población de 4000 habitantes. Ya antes del cambio de siglo numerosas publicaciones y la propia ciudad vendían los atractivos paisajísticos de la zona para atraer a turistas. Esta afluencia fue favorecida sin duda alguna por la llegada del ferrocarril de la Denver & Rio Grande Western Railroad, que también servía a este fin además de para transportar grandes cantidades de menas.
La mina más destacada del entorno, célebre por su gran productividad —en su momento la segunda mayor productora de oro del estado— fue la mina Camp Bird, abierta en 1896 por Thomas Walsh y que trajo gran riqueza a este último. La mina extrajo en su periodo de actividad menas de oro, zinc, plata, plomo y cobre. Existen planes para reabrir la mina y restaurar los edificios con interés histórico del nivel 14.

### Declive y reconversión
La decadencia de la minería tradicional y la depresión económica de la nación contribuyeron a un declive demográfico de Ouray y el resto de ciudades de las Montañas de San Juan en la década de 1920. La actividad minera continuó, aunque a un nivel más bajo de importancia durante buena parte del siglo XX, hasta que, a partir de 1970, cuando cerró la mina Idarado, la economía de la ciudad se tuvo que reconvertir centrándose en el turismo y las actividades al aire libre. Desde entonces Ouray es un ejemplo de transición de una población con una economía basada en la minería a una localidad cuya actividad económica gira casi en exclusiva alrededor del turismo.

## Demografía
Según el censo de 2010, había 1000 personas residiendo en Ouray. La densidad de población era de 438,25 hab./km². De los 1000 habitantes, Ouray estaba compuesto por el 95,2 % blancos, el 0,1 % eran afroamericanos, el 0,4 % eran amerindios, el 0,8 % eran asiáticos, el 0 % eran isleños del Pacífico, el 1,9 % eran de otras razas y el 1,6 % pertenecían a dos o más razas. Del total de la población el 8,2 % eran hispanos o latinos de cualquier raza.
Según datos de 2009 el ingreso familiar promedio es de $64 132 (por debajo de la media estatal de $72 007). El ingreso promedio de cada vivienda es de $52 582 (por debajo de la media estatal de $55 430). El ingreso per cápita promedio en Ouray es de $26 758 (por debajo de la media estatal de $29 015). La población latina de Ouray presenta ingresos reducidos, con unos ingresos per cápita de $13 996 (más de 10 000 dólares por debajo de la media de Ouray y también inferior al promedio estatal de $14 859).

## Economía

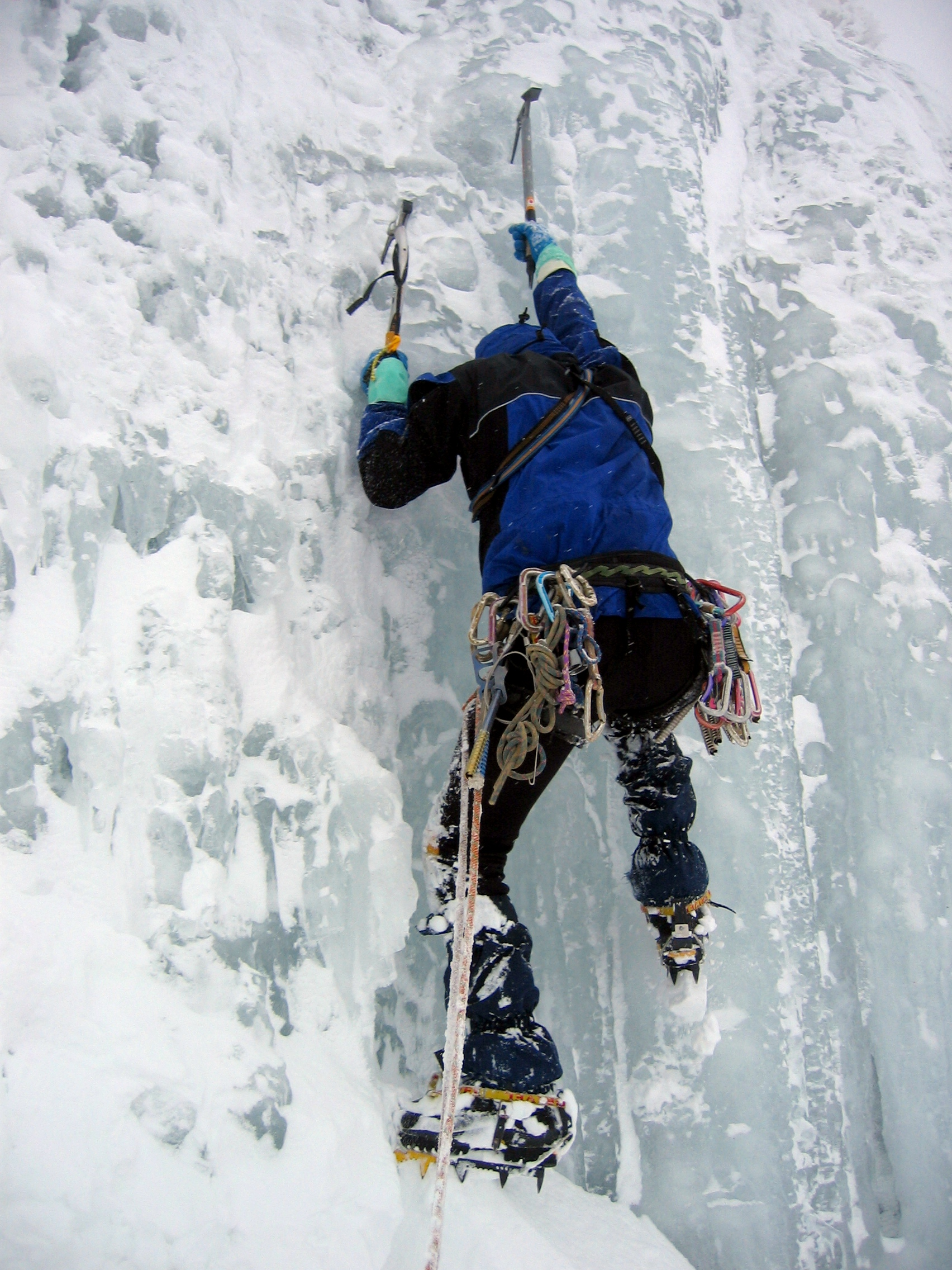
La escalada en hielo es una actividad que atrae a muchos turistas a la ciudad.

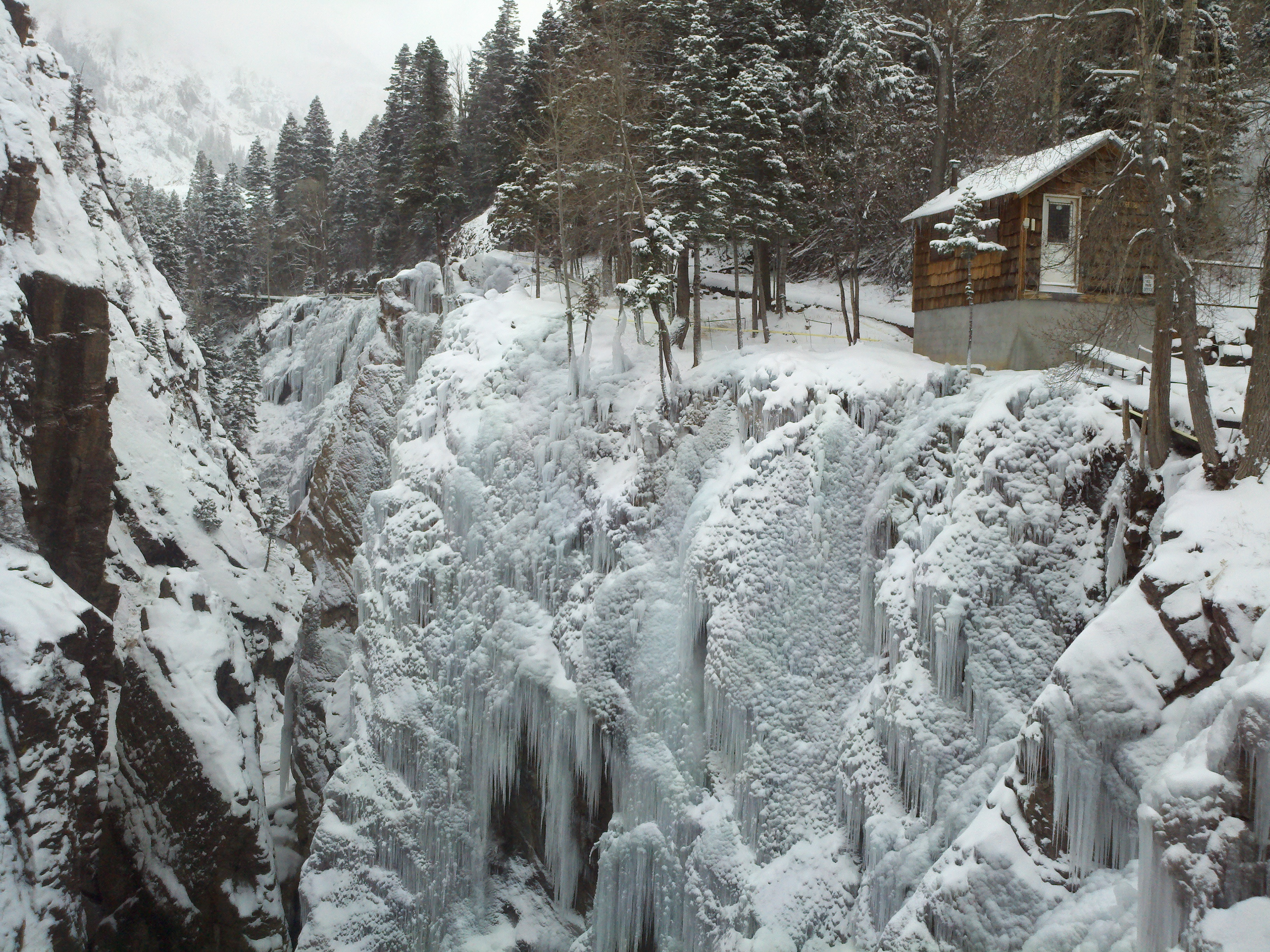
Formaciones de hielo en Ouray.

La principal actividad económica de Ouray es el turismo. A pesar de su pasado minero la última explotación importante cerró en la década de 1970 y la ciudad ha tenido que reconvertir su naturaleza económica. Ouray, denominada La Suiza de América, está considerada como uno de los centros mundiales de la escalada en hielo, llegando a acoger a 15 000 escaladores al año, que se ven atraídos por las diferentes cascadas naturales y los parques de hielo destinados a tal efecto de los que dispone Ouray en sus alrededores.
El parque de hielo de Ouray fue el primero de los Estados Unidos. Las instalaciones están mantenidas por una organización de voluntarios y son de uso gratuito para los escaladores, aunque se venden carnés de socio para financiar los costes anuales. Desde 1996 la ciudad organiza un festival anual de escalada en hielo, al que se acerca la élite mundial de la especialidad. Esta es la razón que ha llevado a considerar a Ouray como capital de Estados Unidos de la escalada en hielo. Las paredes de hielo artificial son creadas vertiendo agua acumulada en unos depósitos por los desfiladeros que rodean a la ciudad. En 2012 la ciudad de Ouray compró terrenos al servicio de bosques federal para ampliar uno de sus parques de hielo artificiales destinados a la escalada.

Además de las diversas actividades turísticas de senderismo y de rutas en coche todoterreno tradicionales que se proponen, fuera del periodo invernal también se practica otro tipo de deporte extremo: la bajada haciendo rappel de los diversos barrancos de los alrededores.

## Administración y servicios públicos
La ciudad es sede del condado de Ouray desde 1877. Este condado también incluye al pueblo de Ridgway, los lugares designados por el censo de Loghill Village, Colona y Portland; las comunidades no incorporadas de Thistledown, Camp Bird, Dallas, y Eldredge; y los despoblados de Ironton y Sneffels. El alcalde de Ouray es Bob Risch, profesor jubilado de astronomía.
En Ouray se imparten tres niveles de enseñanza —escuela preescolar (Elementary school), escuela media (Middle School) y el instituto (High School)— agrupados en el distrito escolar público R-1 (Ouray School District R-1) del condado de Ouray, que cubren la educación básica de los ouraynianos. El apodo colectivo de los alumnos es «troyanos» (trojans) y su lema es «Desarrollando nuestras mentes para igualar a nuestras montañas» (Developing Our Minds To Match Our Mountains).

## Transporte

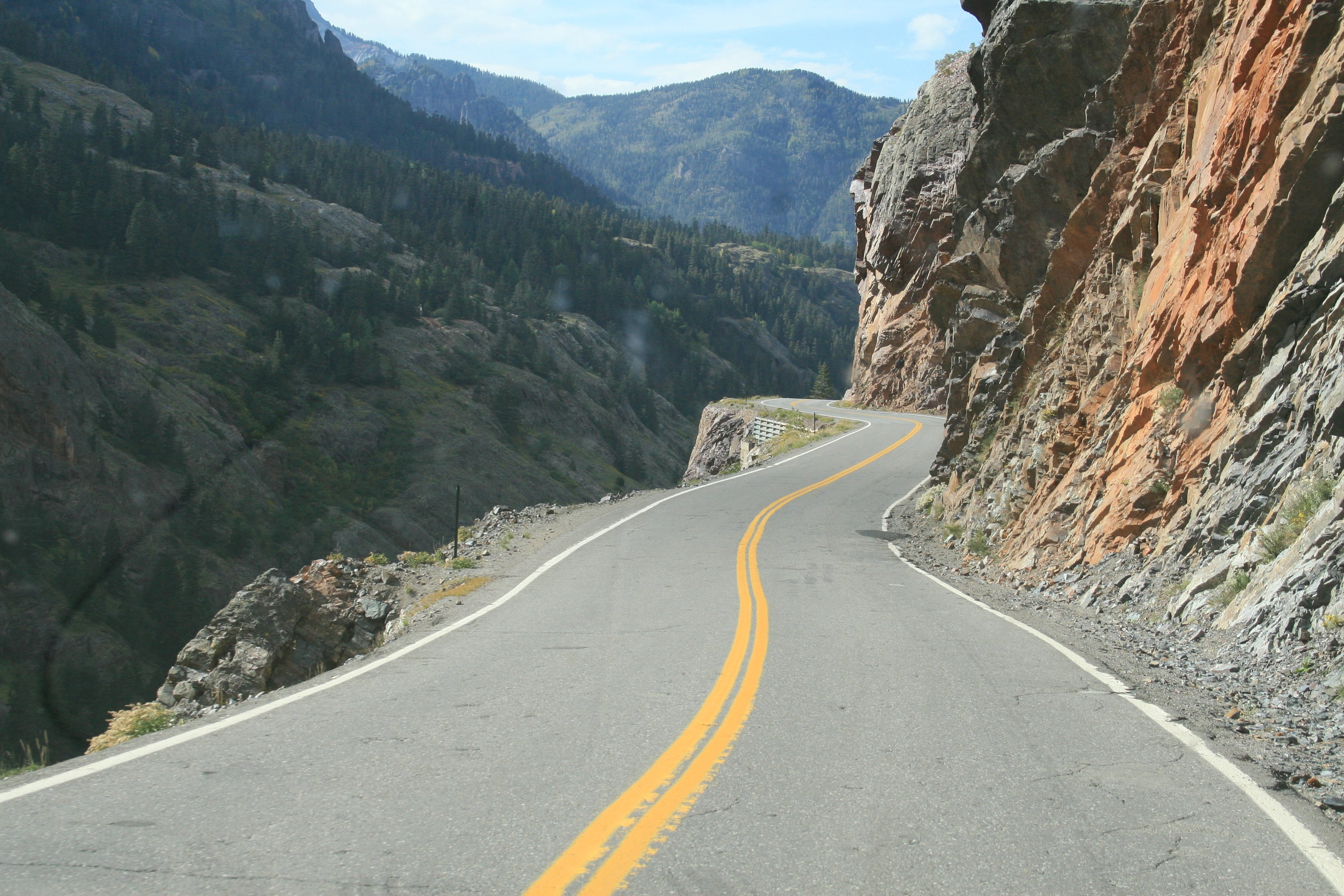
Vista de la carretera Million Dollar Highway al sur de Ouray.

La única carretera asfaltada que conecta a Ouray con el resto del estado es la  US Route 550, de doble carril. Desde Ouray por el sur hasta Silverton (Colorado) se la conoce con el nombre de Million Dollar Highway (en español: «Carretera del Millón de Dólares») y está considerada como una carretera escénica, recorriendo el cañón del Uncompahgre de norte a sur.
En su parte sur, en Durango, la 550 cruza con la carretera US 160 y finalmente muere en la interestatal I-25 en Bernalillo (Nuevo México). El límite norte de la carretera se encuentra en la intersección cerca de Montrose con la US 50. La línea de autobuses TNM&O (Texas, New Mexico and Oklahoma Coaches) hace parada en Ouray.
Los aeropuertos regionales más cercanos a Ouray son los de Montrose (a 45 min de Ouray y donde operan Continental Airlines, que ofrece vuelos directos desde Houston, y American Airlines), el aeropuerto de Telluride (donde America West y Great Lakes Airlines operan principalmente ofreciendo vuelos directos en invierno) y los aeropuertos de Grand Junction y Durango (Colorado) (ambos a unas 2 horas de Ouray y que operan las compañías United Express, Delta’s Skywest, America West Express y United’s Great Lakes). Los aeropuertos nacionales e internacionales más próximos a Ouray —Denver, Alburquerque, Salt Lake City y Colorado Springs— se encuentran a alrededor de 6 horas de viaje.

## Patrimonio cultural

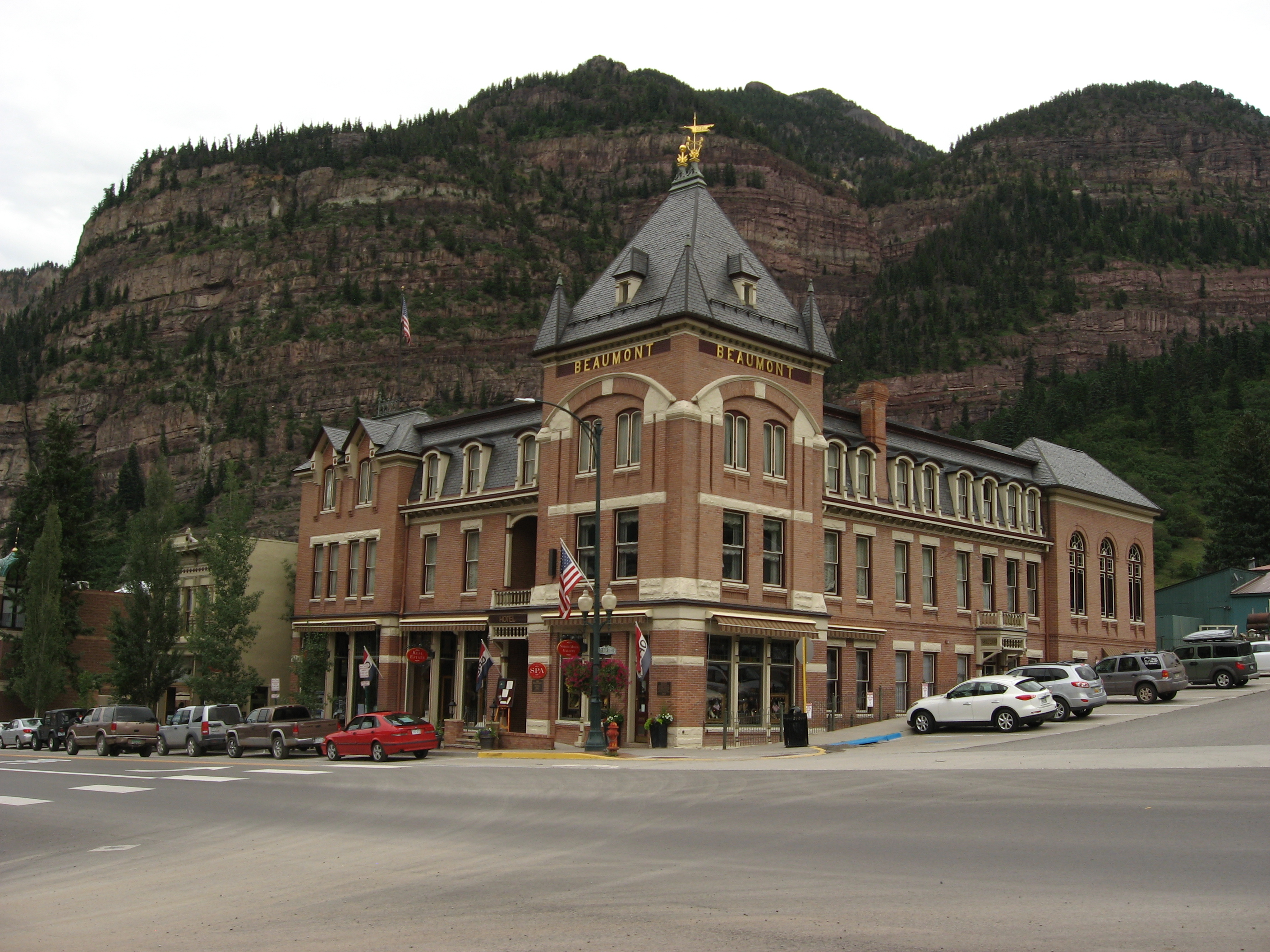
Imagen del hotel Beaumont, en el casco histórico de la ciudad.

Ouray es una ciudad minera con edificaciones bien conservadas. El distrito histórico de Ouray, relevante por sus edificaciones de pueblo minero entre el final de siglo XIX y los albores del siglo XX, fue añadido al Registro Nacional de Lugares Históricos en 1983. Entre los múltiples edificios de la época destacan:
- Beaumont Hotel: Abierto en 1887, este edificio fue construido como símbolo del periodo boyante y de gran prosperidad que vivía Ouray para albergar a los turistas y a los inversores en minería que visitarían la población. El arquitecto del edificio, Otto Bulow, introdujo características de estilo italianizante, gótico y del eclecticismo del Segundo Imperio. Destaca su elegante y amplio comedor.[68]
- Ouray County Courtseat: El tribunal del condado de Ouray fue diseñado por el arquitecto Frank E. Edbrooke y construido en el año 1888 con materiales locales (salvo la madera).[69]
- Ouray City Hall: El ayuntamiento de Ouray fue construido en 1901 como réplica del Salón de la Independencia (Independence hall) de Filadelfia.[69]

## Ouray en la cultura popular

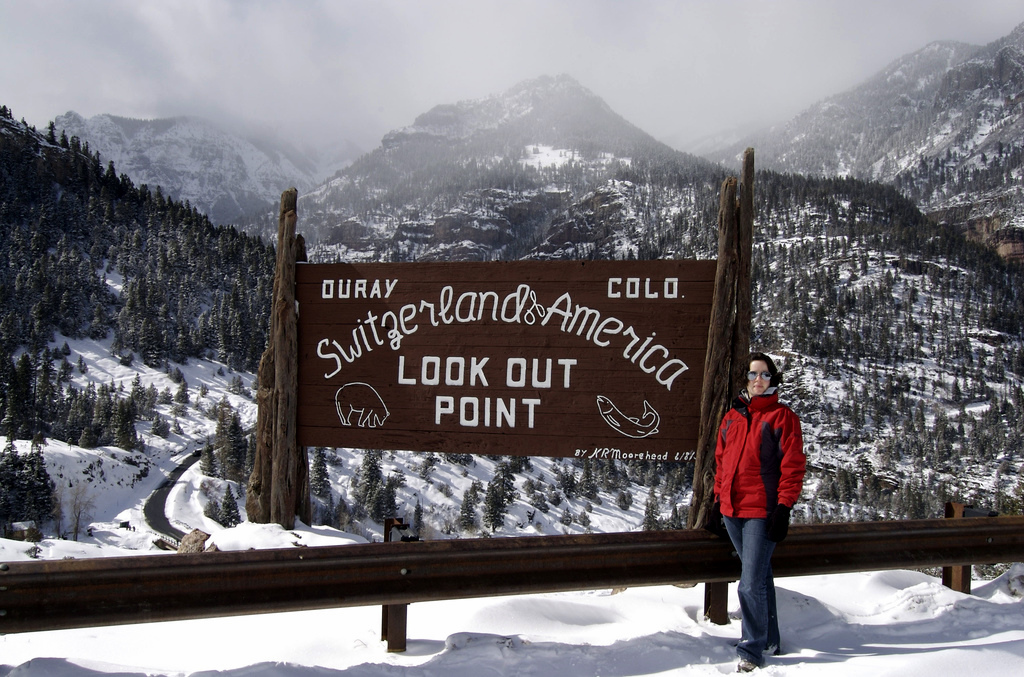
Cartel que anuncia el apodo con el que se conoce a Ouray: The Switzerland of America.

- En otoño de 1968 se filmó la película True Grit en el Condado de Ouray incluyendo algunas escenas dentro de la ciudad de Ouray y la ciudad vecina de Ridgway. Incluso se llegó a rodar dentro de la sede del tribunal del condado de Ouray.[70]

- En la novela de Ayn Rand La rebelión de Atlas (título original Atlas Shrugged) el escondite secreto de la protagonista era un bonito valle en las montañas rocosas denominado valle de Mulligan o Galt’s Gulch. Galt’s Gulch está basado en Ouray, donde Rand encontró inspiración para finalizar la novela, aunque la autora expandió el pequeño valle para incluir sus ideas y conceptos personales para la historia.[71][72]

- En la serie de televisión MacGyver Ouray es el hogar del abuelo de MacGyver, Harry. La ciudad y sus alrededores fueron usados como telón de fondo para el episodio número 10 de la primera temporada Target.[73]

- El famoso lanzador de béisbol Smoky Joe Wood nació en Kansas City, pero creció en Ouray.[74]

- La escena inicial de la película Over the Top con Sylvester Stallone de protagonista está rodada en el centro urbano de Ouray.[75]

- El cantautor de country-folk C.W. McCall, más conocido por el pseudónimo de Bill Fries, fue alcalde de Ouray en 1986, sirviendo durante seis años.[76][77]

- La serie de Netflix “The Ranch” protagonizada por Ashton Kutcher ocurre en un pueblo ficticio basado en Ouray.